# Jbel Tidirhine
Der Jbel Tidirhine oder Jbel Tidighine ist ein 2448 m hoher Berg in der Provinz Al Hoceïma in der Region Tanger-Tétouan-Al Hoceïma im Rif-Gebirge in Marokko.

## Lage
Der Jbel Tidirhine befindet sich etwa zehn Kilometer (Luftlinie) südöstlich von Issaguen bzw. Ketama. Die Entfernung zur Mittelmeerküste beträgt etwa 50 Kilometer.

## Besteigung
Der bis unterhalb des Gipfels bewaldete Jbel Tidirhine kann sommers wie winters im Rahmen einer Tagestour bestiegen werden. Sowohl auf etwa 1800 m Höhe als auch nahe beim Gipfel gibt es Notunterkünfte.

## Sonstiges
An den Hängen des Jbel Tidirhine wie auch in der Umgebung von Issaguen und Ketama finden sich zahlreiche Cannabisanbaugebiete.